# Jazzmen
Jazzmen (Мы из джаза) è un film del 1983 diretto da Karen Georgievič Šachnazarov.

## Trama
Il film è ambientato nella Russia sovietica negli anni Venti del XX secolo. Il film racconta di uno studente dell'Odessa Music College Kostja, che si interessò al jazz, a causa del quale fu espulso dalla scuola tecnica e dovette affrontare una scelta: continuare gli studi o praticare il jazz.